# Dvandva
Een dvandva (Sanskriet द्वन्द्व dvandva, 'paar') of tweeling of Siamese samenstelling verwijst naar een of meer voorwerpen die verbonden kunnen zijn in de zin van 'en' (bijvoorbeeld links 'en' rechts). Dvandva's komen vaak voor in talen zoals het Sanskriet, waar de term ook vandaan komt, maar ook in het Chinees, Japans en een aantal modern indische talen zoals Hindi en Urdu, maar bijna nooit in het Engels (de term wordt ook niet vaak gevonden in Engelse woordenboeken). Voorbeelden hiervan zijn onder andere, in het Sanskriet: mātāpitarau (मातापितरौ) voor 'moeder en vader', het Chinese shānchuān en het Japanse Yamakawa (山川) voor 'bergen en rivieren'; Het Modern Griekse maxeropiruno (μαχαιροπήρουνο) voor 'mes en vork', "anðrojino" (ανδρόγυνο) voor "echtpaar (letterlijk man-vrouw)", "benovjeno" (μπαινοβγαίνω) voor 'binnen- en buitengaan'. 
Merk wel op dat samenstellingen zoals Singer-songwriter, in de zin van 'iemand die zowel een zanger is als schrijver' niet een dvandva samenstelling is. Binnen de Sanskriet classificatie van samenstellingen vallen deze onder कर्मधारय karmadhāraya samenstellingen zoals राजर्षि rājarṣi voor 'Koning-sage', oftewel 'iemand die zowel een koning is als een wijze man' (राजा चासावृषिश्च).